# مارك دينيس
مارك دينيس هو لاعب هوكي الجليد كندي، ولد في 1 أغسطس 1977 في مونتريال في كندا.

## وصلات خارجية
- مارك دينيس على موقع دوري الهوكي الوطني (الإنجليزية)
- مارك دينيس على موقع EliteProspects.com (الإنجليزية)
- مارك دينيس على موقع HockeyDB.com (الإنجليزية)
- مارك دينيس على موقع Hockey-Reference.com (الإنجليزية)